# Cyclolininae
Cyclolininae es una subfamilia de foraminíferos bentónicos de la familia Cyclolinidae, de la superfamilia Cyclolinoidea, del suborden Cyclolinina y del orden Loftusiida. Su rango cronoestratigráfico abarca desde el Valanginiense (Cretácico inferior) hasta el Cenomaniense (Cretácico superior).

## Discusión
Clasificaciones previas incluían Cyclolininae en el suborden Textulariina y del orden Textulariida.

## Clasificación
Cyclolininae incluye a los siguientes géneros:
- Ammocycloloculina †
- Cyclolina †